# 東志和村
東志和村（ひがししわむら）は、広島県賀茂郡にあった村。現在の東広島市志和町志和東ならびに志和町内にあたる。

## 地理
志和盆地の東部に位置していた。
- 山岳：生城山[2]

## 歴史
- 1889年（明治22年）4月1日、町村制の施行により、賀茂郡志和東村、内村が合併して村制施行し、東志和村が発足[1][3]。役場を大字志和東字清水に置く[1]。
- 1947年（昭和22年）東志和郵便局開設[2]。
- 1950年（昭和25年）役場を大字志和東字沖田に移転[1]。
- 1955年（昭和30年）8月1日、賀茂郡志和堀村、西志和村と合併し、町制施行し志和町を新設して廃止された[1][3]。

## 産業
- 農業、酒造業、瓦製造[2]

## 交通

### 県道
- 1909年（明治42年）八本松白木線（現東広島白木線）開通[2]。

## 教育
- 1897年（明治30年）生城尋常小学校と野路尋常小学校が合併し、東志和尋常小学校を開校[2]。1913年（大正2年）東志和尋常高等小学校（現東広島市立東志和小学校）となる[2]。同年、補修学校を併置し、1926年（大正15年）青年訓練所を併置[2]。